# Sonate d'église no 12 de Mozart

La Sonate d'église no 12 en do majeur, K. 263 est une sonate d'église en un seul mouvement composée par Wolfgang Amadeus Mozart en décembre 1776 à Salzbourg. Elle était destinée à être utilisée par le Prince-archevêque de Salzbourg, Hieronymus von Colloredo au service de qui travaillait Mozart depuis 1772.

## Caractéristiques
L'œuvre est écrite en do majeur. La mesure est marquée , et le tempo indiqué est Allegro. L'œuvre comporte 81 mesures et est divisée en deux parties, chacune d'elles répétée deux fois. Dans la première (mesures 1-35), la tonalité évolue jusqu'à la tonalité de sol majeur (dominante). Dans la seconde partie (mesures 36-81), le morceau revient à la tonalité principale.
Elle est écrite pour deux trompettes en do (clarines), deux violons, un orgue obbligato, et des basses (violoncelle, contrebasse et basson Ad libitum).